# Scherma ai Giochi della IX Olimpiade - Fioretto individuale femminile
La competizione del fioretto individuale femminile  di scherma ai Giochi della IX Olimpiade si tenne i giorni 31 luglio e 1º agosto 1928 presso lo Schermzaal di Amsterdam.

## Risultati
Nel primo turno le 27 concorrente furono divise in otto gironi eliminatori con assalti alle cinque stoccate.
Le prime quattro classificate di ogni gironi furono ammesse ai gironi di semifinale.
A parità di vittorie contavano le minor stoccate subite, in caso di ulteriore parità contavano le maggior stoccate fatte.
Successivamente le prime quattro classificate dei due gironi di semifinale furono ammesse al girone finale.

### 1 Turno
| Pos. | Atleta              | Nazione       | Vittorie | SF | SC | Incontri | Incontri | Incontri | Incontri | Incontri | Incontri | Incontri |
| Pos. | Atleta              | Nazione       | Vittorie | SF | SC | FRE      | MAY      | LLO      | MOR      | ADD      | REU      | OLS      |
| ---- | ------------------- | ------------- | -------- | -- | -- | -------- | -------- | -------- | -------- | -------- | -------- | -------- |
| 1    | Muriel Freeman      | Gran Bretagna | 5        | 29 | 17 | X        | 4-5      | 5-2      | 5-2      | 5-2      | 5-3      | 5-3      |
| 2    | Helene Mayer        | Germania      | 5        | 28 | 18 | 5-4      | X        | 3-5      | 5-4      | 5-4      | 5-0      | 5-1      |
| 3    | Marion Lloyd        | Stati Uniti   | 4        | 26 | 18 | 2-5      | 5-3      | X        | 5-1      | 4-5      | 5-2      | 5-2      |
| 4    | Jeanne Morgenthaler | Svizzera      | 3        | 22 | 21 | 2-5      | 4-5      | 1-5      | X        | 5-1      | 5-2      | 5-3      |
| 5    | Edith Addams        | Belgio        | 3        | 22 | 25 | 2-5      | 4-5      | 5-4      | 1-5      | X        | 5-4      | 5-2      |
| 6    | Marguerite Reuche   | Francia       | 1        | 16 | 28 | 3-5      | 0-5      | 2-5      | 2-5      | 4-5      | X        | 5-3      |
| 7    | Hanna Olsen         | Svezia        | 0        | 14 | 30 | 3-5      | 1-5      | 2-5      | 3-5      | 2-5      | 3-5      | X        |

| Pos. | Atleta                     | Nazione       | Vittorie | SF | SC | Incontri | Incontri | Incontri | Incontri | Incontri | Incontri | Incontri |
| Pos. | Atleta                     | Nazione       | Vittorie | SF | SC | SON      | DAN      | BUT      | ADM      | DES      | KLI      | MAH      |
| ---- | -------------------------- | ------------- | -------- | -- | -- | -------- | -------- | -------- | -------- | -------- | -------- | -------- |
| 1    | Erna Sondheim              | Germania      | 5        | 29 | 17 | X        | 4-5      | 5-4      | 5-2      | 5-1      | 5-2      | 5-3      |
| 2    | Margit Danÿ                | Ungheria      | 5        | 28 | 21 | 5-4      | X        | 3-5      | 5-3      | 5-3      | 5-2      | 5-4      |
| 3    | Peggy Butler               | Gran Bretagna | 3        | 22 | 23 | 4-5      | 5-3      | X        | 3-5      | 0-5      | 5-1      | 5-4      |
| 4    | Adriana Admiraal-Meijerink | Paesi Bassi   | 3        | 22 | 26 | 2-5      | 3-5      | 5-3      | X        | 5-4      | 5-4      | 2-5      |
| 5    | Hilda Deswarte             | Belgio        | 2        | 21 | 24 | 1-5      | 3-5      | 5-0      | 4-5      | X        | 3-5      | 5-4      |
| 6    | Inger Klint                | Danimarca     | 2        | 19 | 25 | 2-5      | 2-5      | 1-5      | 4-5      | 5-3      | X        | 5-2      |
| 7    | Olive Mahaut               | Francia       | 1        | 22 | 27 | 3-5      | 4-5      | 4-5      | 5-2      | 4-5      | 2-5      | X        |

| Pos. | Atleta              | Nazione        | Vittorie | SF | SC | Incontri | Incontri | Incontri | Incontri | Incontri | Incontri | Incontri |
| Pos. | Atleta              | Nazione        | Vittorie | SF | SC | DE       | CHA      | ADD      | BOG      | GRI      | HOP      | AHL      |
| ---- | ------------------- | -------------- | -------- | -- | -- | -------- | -------- | -------- | -------- | -------- | -------- | -------- |
| 1    | Johanna de Boer     | Paesi Bassi    | 5        | 27 | 18 | X        | 5-2      | 5-4      | 2-5      | 5-1      | 5-3      | 5-3      |
| 2    | Jarmila Chalupová   | Cecoslovacchia | 5        | 27 | 19 | 2-5      | X        | 5-2      | 5-3      | 5-4      | 5-4      | 5-1      |
| 3    | Jenny Addams        | Belgio         | 4        | 26 | 14 | 4-5      | 2-5      | X        | 5-1      | 5-1      | 5-2      | 5-0      |
| 4    | Erna Bogen-Bogáti   | Ungheria       | 4        | 24 | 16 | 5-2      | 3-5      | 1-5      | X        | 5-1      | 5-0      | 5-3      |
| 5    | Ebba Gripenstedt    | Svezia         | 2        | 17 | 25 | 1-5      | 4-5      | 1-5      | 1-5      | X        | 5-2      | 5-3      |
| 6    | Irma Hopper         | Stati Uniti    | 1        | 16 | 29 | 3-5      | 4-5      | 2-5      | 0-5      | 2-5      | X        | 5-4      |
| 7    | Else Ahlmann-Ohlsen | Danimarca      | 0        | 14 | 30 | 3-5      | 1-5      | 0-5      | 3-5      | 3-5      | 4-5      | X        |

| Pos. | Atleta                | Nazione       | Vittorie | SF | SC | Incontri | Incontri | Incontri | Incontri | Incontri | Incontri |
| Pos. | Atleta                | Nazione       | Vittorie | SF | SC | OEL      | PRO      | DAN      | TAR      | BÆR      | KOD      |
| ---- | --------------------- | ------------- | -------- | -- | -- | -------- | -------- | -------- | -------- | -------- | -------- |
| 1    | Olga Oelkers          | Germania      | 4        | 24 | 12 | X        | 4-5      | 5-2      | 5-2      | 5-2      | 5-1      |
| 2    | Lucienne Prost        | Francia       | 4        | 23 | 13 | 5-4      | X        | 3-5      | 5-2      | 5-0      | 5-2      |
| 3    | Gladys Daniell        | Gran Bretagna | 3        | 20 | 15 | 2-5      | 5-3      | X        | 5-2      | 3-5      | 5-0      |
| 4    | Gizella Tary          | Ungheria      | 2        | 16 | 19 | 2-5      | 2-5      | 2-5      | X        | 5-4      | 5-0      |
| 5    | Margot Bærentzen      | Danimarca     | 2        | 16 | 20 | 2-5      | 0-5      | 5-3      | 4-5      | X        | 5-2      |
| 6    | Friederike Koderitsch | Paesi Bassi   | 0        | 5  | 25 | 1-5      | 2-5      | 0-5      | 0-5      | 2-5      | X        |

### Semifinali
| Pos. | Atleta                     | Nazione       | Vittorie | SF | SC | Incontri | Incontri | Incontri | Incontri | Incontri | Incontri | Incontri | Incontri |
| Pos. | Atleta                     | Nazione       | Vittorie | SF | SC | MAY      | FRE      | OEL      | DAN      | TAR      | LLO      | PRO      | ADM      |
| ---- | -------------------------- | ------------- | -------- | -- | -- | -------- | -------- | -------- | -------- | -------- | -------- | -------- | -------- |
| 1    | Helene Mayer               | Germania      | 6        | 34 | 15 | X        | 5-0      | 5-3      | 5-3      | 4-5      | 5-1      | 5-2      | 5-1      |
| 2    | Muriel Freeman             | Gran Bretagna | 4        | 26 | 22 | 0-5      | X        | 5-2      | 5-0      | 2-5      | 4-5      | 5-2      | 5-3      |
| 3    | Olga Oelkers               | Germania      | 4        | 28 | 22 | 3-5      | 2-5      | X        | 3-5      | 5-2      | 5-2      | 5-1      | 5-2      |
| 4    | Gladys Daniell             | Gran Bretagna | 4        | 25 | 26 | 3-5      | 0-5      | 5-3      | X        | 5-1      | 2-5      | 5-4      | 5-3      |
| 5    | Gizella Tary               | Ungheria      | 3        | 24 | 28 | 5-4      | 5-2      | 2-5      | 1-5      | X        | 4-5      | 2-5      | 5-2      |
| 6    | Marion Lloyd               | Stati Uniti   | 3        | 25 | 30 | 1-5      | 5-4      | 2-5      | 5-2      | 5-4      | X        | 4-5      | 3-5      |
| 7    | Lucienne Prost             | Francia       | 2        | 23 | 31 | 2-5      | 2-5      | 1-5      | 4-5      | 5-2      | 5-4      | X        | 4-5      |
| 8    | Adriana Admiraal-Meijerink | Paesi Bassi   | 2        | 21 | 32 | 1-5      | 3-5      | 2-5      | 3-5      | 2-5      | 5-3      | 5-4      | X        |

| Pos. | Atleta              | Nazione        | Vittorie | SF | SC | Incontri | Incontri | Incontri | Incontri | Incontri | Incontri | Incontri | Incontri |
| Pos. | Atleta              | Nazione        | Vittorie | SF | SC | DE       | DAN      | SON      | ADD      | MOR      | BUT      | CHA      | BOG      |
| ---- | ------------------- | -------------- | -------- | -- | -- | -------- | -------- | -------- | -------- | -------- | -------- | -------- | -------- |
| 1    | Johanna de Boer     | Paesi Bassi    | 7        | 35 | 12 | X        | 5-2      | 5-3      | 5-2      | 5-1      | 5-2      | 5-1      | 5-1      |
| 2    | Margit Danÿ         | Ungheria       | 5        | 31 | 23 | 2-5      | X        | 5-4      | 4-5      | 5-2      | 5-4      | 5-3      | 5-0      |
| 3    | Erna Sondheim       | Germania       | 4        | 29 | 24 | 3-5      | 4-5      | X        | 5-3      | 5-3      | 2-5      | 5-2      | 5-1      |
| 4    | Jenny Addams        | Belgio         | 4        | 29 | 26 | 2-5      | 5-4      | 3-5      | X        | 5-3      | 4-5      | 5-2      | 5-2      |
| 5    | Jeanne Morgenthaler | Svizzera       | 3        | 24 | 26 | 1-5      | 2-5      | 3-5      | 3-5      | X        | 5-3      | 5-2      | 5-1      |
| 6    | Peggy Butler        | Gran Bretagna  | 3        | 24 | 30 | 2-5      | 4-5      | 5-2      | 5-4      | 3-5      | X        | 0-5      | 5-4      |
| 7    | Jarmila Chalupová   | Cecoslovacchia | 1        | 18 | 30 | 1-5      | 3-5      | 2-5      | 2-5      | 2-5      | 5-0      | X        | 3-5      |
| 8    | Erna Bogen-Bogáti   | Ungheria       | 1        | 14 | 33 | 1-5      | 0-5      | 1-5      | 2-5      | 1-5      | 4-5      | 5-3      | X        |

### Girone Finale
| Pos.    | Atleta          | Nazione       | Vittorie | SF | SC | Incontri | Incontri | Incontri | Incontri | Incontri | Incontri | Incontri | Incontri |
| Pos.    | Atleta          | Nazione       | Vittorie | SF | SC | MAY      | FRE      | OEL      | SON      | DAN      | ADD      | DAN      | DE       |
| ------- | --------------- | ------------- | -------- | -- | -- | -------- | -------- | -------- | -------- | -------- | -------- | -------- | -------- |
| Oro     | Helene Mayer    | Germania      | 7        | 35 | 9  | X        | 5-2      | 5-1      | 5-0      | 5-2      | 5-0      | 5-3      | 5-1      |
| Argento | Muriel Freeman  | Gran Bretagna | 6        | 32 | 19 | 2-5      | X        | 5-0      | 5-3      | 5-4      | 5-2      | 5-1      | 5-4      |
| Bronzo  | Olga Oelkers    | Germania      | 4        | 25 | 27 | 1-5      | 0-5      | X        | 5-3      | 5-2      | 5-3      | 5-4      | 4-5      |
| 4       | Erna Sondheim   | Germania      | 3        | 22 | 29 | 0-5      | 3-5      | 3-5      | X        | 5-2      | 5-4      | 1-5      | 5-3      |
| 5       | Gladys Daniell  | Gran Bretagna | 2        | 23 | 29 | 2-5      | 4-5      | 2-5      | 2-5      | X        | 3-5      | 5-3      | 5-1      |
| 6       | Jenny Addams    | Belgio        | 2        | 23 | 30 | 0-5      | 2-5      | 3-5      | 4-5      | 5-3      | X        | 5-2      | 4-5      |
| 6t      | Margit Danÿ     | Ungheria      | 2        | 23 | 30 | 3-5      | 1-5      | 4-5      | 5-1      | 3-5      | 2-5      | X        | 5-4      |
| 8       | Johanna de Boer | Paesi Bassi   | 2        | 23 | 33 | 1-5      | 4-5      | 5-4      | 3-5      | 1-5      | 5-4      | 4-5      | X        |